# Safari (film fra 1994)
|  | Denne artikel er oprettet af botten Steenthbot ud fra en ekstern database. Den kan derfor have sproglige fejl eller mangler. Denne skabelon kan fjernes efter kontrol af indholdet. |

 For alternative betydninger, se Safari. (Se også artikler, som begynder med Safari)
Safari er en dansk kortfilm fra 1994 instrueret af Michael Katz Krefeld efter eget manuskript.

## Handling
Ekspressiv komedie med Søren Hauch Fausbøll i hovedrollen som storvildtjægeren, der frygter kannibalen i sig selv. En safari der meget vel kan blive hans sidste.